# Landkreis Kelheim
Landkreis Kelheim er den vestligste Landkreis i det bayerske Regierungsbezirk Niederbayern, i det sydlige Tyskland. Nabolandkreise er mod nord og øst Landkreis Regensburg, mod sydøst Landkreis Landshut, mod syd Landkreis Freising, mod vest Pfaffenhofen an der Ilm og Eichstätt og i nordvest Landkreis Neumarkt in der Oberpfalz.

## Geografi
Kelheims område bliver fra sydvest mod nordøst gennemløbet af floden Donau, som deler det i to dele af forskellig størrelse; den mindre nordlige del, til venstre for Donau, kaldes Altmühlalb, opkaldt efter floden Altmühl, der løber fra den nordvestlige ende af området mod sydøst, og munder ud i Donau ved Kelheim. Altmühl er i hele kreisområdet reguleret, og er en del af  Main-Donau-Kanalen. På sydlige side af Donau ligger bakkelandskabet  Hallertau, der er et frodigt landbrugsområde.

## Byer og kommuner
Kreisen havde 122258  indbyggere pr.  2018-12-31

| Byer 1. Abensberg (13946) 2. Kelheim (16714) 3. Mainburg (15241) 4. Neustadt a.d.Donau (14409) 5. Riedenburg (6030) Købstæder (markt) 1. Bad Abbach (12308) 2. Essing (1025) 3. Langquaid (5733) 4. Painten (2282) 5. Rohr i.NB (3323) 6. Siegenburg (3962) Kommuner 1. Aiglsbach (1768) 2. Attenhofen (1376) 3. Biburg (1287) 4. Elsendorf (2147) 5. Hausen (2146) 6. Herrngiersdorf (1295) 7. Ihrlerstein (4215) 8. Kirchdorf (933) 9. Saal a.d.Donau (5423) 10. Teugn (1692) 11. Train (1897) 12. Volkenschwand (1763) 13. Wildenberg (1343) Verwaltungsgemeinschafte 1. Ihrlerstein (Markt Essing og kommunen Ihrlerstein) 2. Langquaid (Markt Langquaid og kommunerne Hausen og Herrngiersdorf) 3. Mainburg (kommunerne Aiglsbach, Attenhofen, Elsendorf og Volkenschwand) 4. Saal a.d.Donau (kommunerne Saal a.d.Donau og Teugn) 5. Siegenburg (Markt Siegenburg og kommunerne Biburg, Kirchdorf, Train og Wildenberg) Kommunefri områder (114,64 km²) 1. Dürnbucher Forst (47,60 km²) 2. Frauenforst (19,84 km²) 3. Hacklberg (0,57 km²) 4. Hienheimer Forst (23,54 km²) 5. Paintner Forst (23,10 km²) |